# Magnetantenne

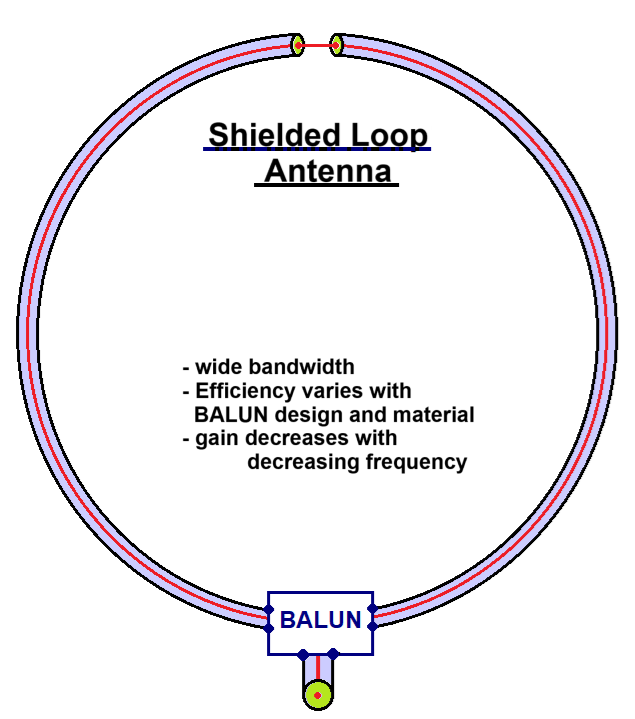
Balanced Shielded Loop Antenne

Anders als die meisten elektrischen Antennen, z. B. eine elektrische Dipolantenne, die die elektrische Komponente zur  Erzeugung und Empfang der elektromagnetischen Feldes nutzt, wird bei Magnetantennen, z. B. einem magnetischen Schlitzdipol, primär die magnetische Komponente zur Empfang und bei machen Typen auch zum Senden der elektromagnetischen Wellen verwendet. Im Fernfeld einer Antenne ist nicht zu unterscheiden, ob eine Antenne die elektrische oder magnetische Komponente zur Erzeugung der elektromagnetischen Felder nutzt.
Bei bestimmten Anwendungen erlauben magnetische Antennen eine Nutzung, während elektrische Antennen nur bedingt oder gar nicht nutzbar sind, z. B. bei Nutzung von unter der Erde, oder unter dem Meeresspiegel. Dementsprechend bieten magnetische Antennen auch Vorteile gegenüber elektrischen Antennen bei Nutzung innerhalb von Gebäuden. Bei Luftfahrzeugen bildet sich bei Überschallgeschwindigkeiten, ebenso wie beim Wiedereintritt von Satelliten in die Erdatmosphäre, eine Schicht von leitendem Plasma, die das Luftfahrzeugt umhüllt und das elektromagnetische Signal stark reflektiert.
Bei magnetischen Antennen gibt es Antennentypen die lediglich zum Empfang verwendet werden können, dies sind z. B.:
- Luftspulen Rahmenantennen bestehen aus großen Luftspulen mit i.d. Regel mindestens 10 Windungen mit quadratischer oder mehreckiger Form, mit Durchmessern von wenigen 10 cm bis über ein Meter.
- Ferritantennen stellen aufgrund der Verwendung von Ferritstäben, auf denen die Empfangsspule aufgebracht ist, die kleinste magnetische Antennenform dar, die Nutzung ist aufgrund der Verluste in den Ferritstäben auf max. wenige MHz begrenzt, z. B. zum Empfang von Lang- und Mittelwelle.
- Magnetische Loop-Antennen

Damit eine Loop Antenne vorwiegend die magnetische Komponente abstrahlt, bzw. diese sich ausbilden kann, muss der Radius einer Magnetische Loop-Antennen klein im Vehältnis zur Wellenlänge (λ) der der höchsten Betriebsfrequenz (f) sein, gem. Kraus R < λ. Der Umfang (U) einer Magnetische Loop-Antenne muss, damit sie eine omnidirektionale Strahlungscharakteristik besitzt, kleiner 0.1λ der Wellenlänge der Wellenlänge der höchsten Betriebsfrequenz sein oder U < 0.1λ. Daher zählen Quad-Antennen, bzw. dreieckige oder runde Varianten mit einem Umfang von 1 λ nicht zu den magnetischen Antennen, sondern elektrischen Antennen. Die Loop kann rund, elliptisch oder mehreckig sind. Sie besteht  i.d.Regel aus nur einer einzigen Windung, die z. B. als kreisförmig gebogenes Rohr realisiert ist.
Diese kann z. B. als Radio Direction Finder (RDF) in Luftfahrzeugen genutzt werden. Dazu ist sie oft auch mit einer zuschaltbaren Stabhilfsantenne (d. h. einem vertikalen Antennenstab, der die elektrische Komponente des elektromagnetischen Feldes erfasst) ausgerüstet. Je nach Aufbau unterscheidet man zwischen folgenden Varianten (siehe auch Balun):
- Balanced Shielded Loop
- Balanced Moebius Loop

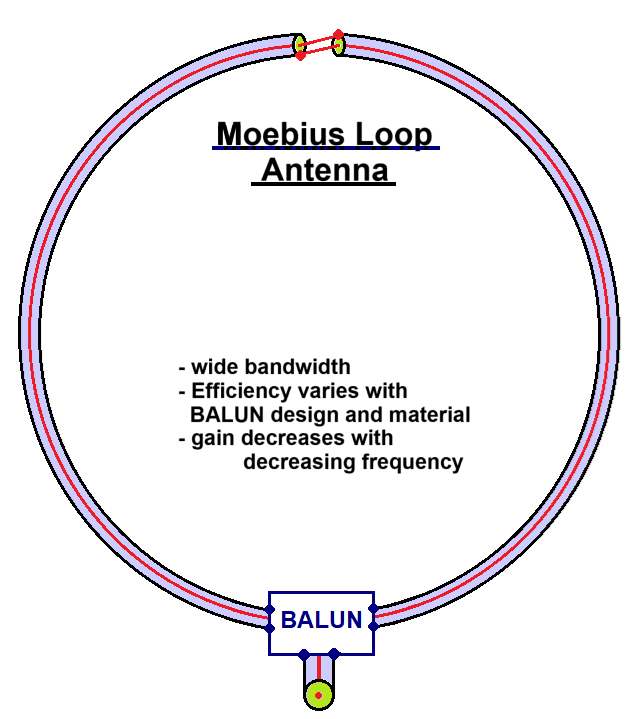
Balanced Moebius Loop Antenne

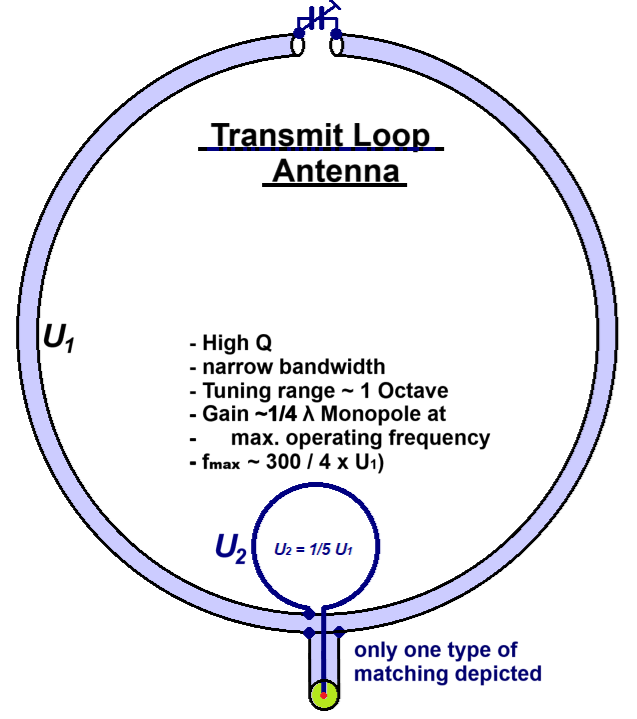
Balanced Transmit Loop Antenne

- Magnetische H-Feldsonden stellen eine Sonderform von magnetischen Antennen dar, da sie nur im Nahfeld oder direkt an einer HF-Quelle zu Messzwecken verwendet wird, und magnetische Antennenformen die auch zum Senden geeignet sind.

Dies sind z. B.:
1. Schlitzantennen, z. B. Ringschlitzantennen
2. Balanced Transmit Loop Antenne, Magnetic Loop oder Magloop[8]

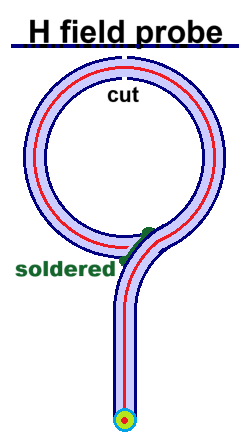
Prinzipieller Aufbau einer H-Feldsonde

## Aufbau von magnetischen Antennen
Rahmenantenne

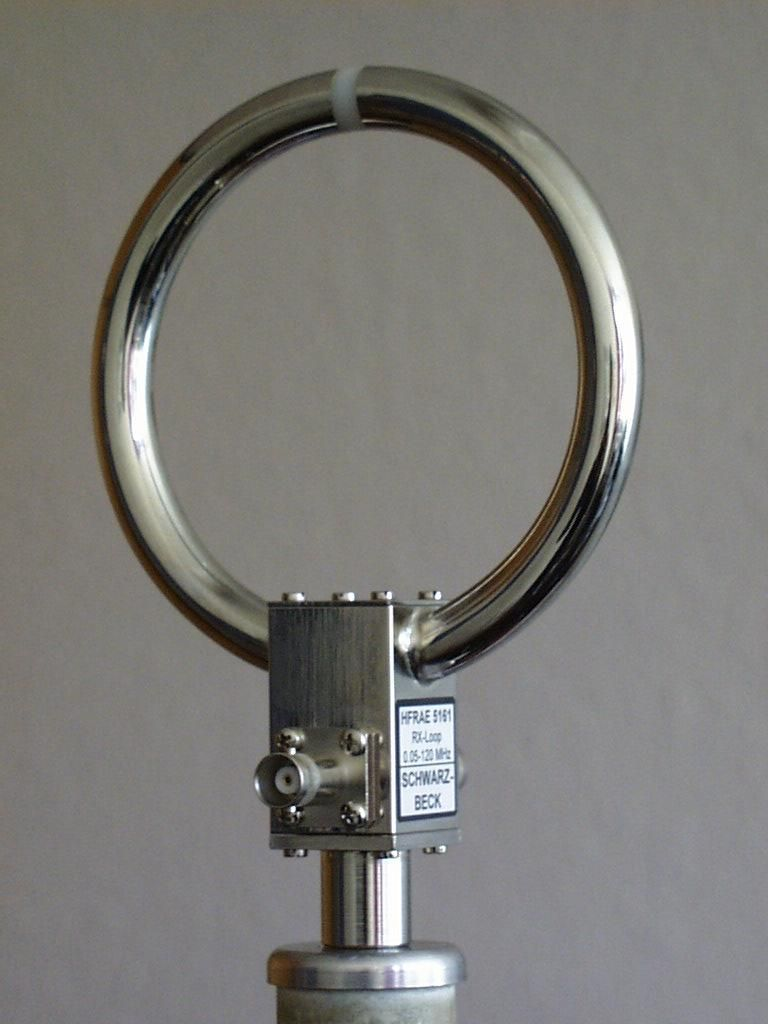
HF-Empfangsrahmen, Durchmesser 100 mm, 50 kHz – 120 MHz (breitbandige Magnetfeldsonde). Sichtbar ist oben die Unterbrechung des abschirmenden Rohres, um einen Kurzschluss der innenliegenden Spule zu verhindern.

Eine Rahmenantenne ist eine Luftspule mit mindestens einer Windung und großem Durchmesser im Vergleich zu den in Sendern und Empfängern verwendeten Luftspulen. Die Windungen bestehen je nach Frequenzbereich und Anforderungen i.d. Regel auf HF-Litze. Es können aber auch Kupferlackdrähte verwendet werden. Rahmenantennen werden i.d. Regel ausschließlich zum Empfang verwendet.
Ferritantenne
Eine Ferritantenne (en. Ferrite Loopstick Antenna) ist eine Sonderform der Rahmenantenne, jedoch ist diese nicht als Luftspule ausgebildet, sondern die Spule besitzt einen Ferritkern. Während Rahmenantennen einen großen Durchmesser benötigen, wird der Durchmesser der Ferritantenne durch den verwendeten Ferritkern bestimmt und erlaubt ausreichend kleine Bauformen um Ferritantennen in tragbaren Radiogeräten zum Empfang von Sendern im Lang- und Mittelwellenbereich zu nutzen. Ferritantennen können nicht zum Senden verwendet werden.
Schlitz-Antennen
Schlitzantennen oder Schlitzstrahler (en. Slotted Antenna), z. B. ein als Schlitz ausgeführter Dipole ist das magnetische Pendant zu einem elektrischen Dipol der aus Draht oder Rohren besteht. Während ein elektrischer Dipol mit zunehmendem Durchmesser der Rohre breitbandiger wird, wird die Bandbreite einer Schlitz-Dipol-Antenne umso größer, je dünner der Schlitz in der metallischen Fläche (z. B. kupferkaschierte Platine, Blech oder Hohlleiter) wird.
Magnetische H-Feldsonden
Magnetische H-Feldsonden besitzen maximal einen Durchmesser von wenigen mm bis cm und sind eine Abwandlung der Balanced Shielded Loop Antenne die nur im Nahfeld oder direkt in der Nähe von Hofchfrequenz(HF)-Quelle oder Leitungen zu Feldstärke-Messzwecken verwendet werden.
Balanced Transmit Loop Antenne
Eine Balanced Transmit Loop Antenne Magnetic Loop (z. T. in der Literatur auch als Magnetische Antenne bezeichnet), besteht aus einer Spule die mindestens aus einer Windung besteht, wobei der Umfang der Windung kleiner als eine viertel Wellenlänge (λ/4) der höchsten Betriebsfrequenz sein muss, damit bei Parallelschaltung eines abstimmbarem Kondensators mit der Eigenkapazität der Windung(en) die Antenne auf der Betriebsfrequenz, noch auf Resonanz abgestimmt werden kann. Es existiert ein US-Patent aus dem Jahr 1967 für John H. Dunlavy, Jr.
Die Windung(en) muss aus möglichst gut leitendem Material bestehen, z. B. Aluminium oder Kupfer oder Kupfer versilbert, da sonst aufgrund der extrem kleinen Strahlungswiderstände durch die ohmschen Verluste der Wirkungsgrad zu klein würde. Bei der höchsten Betriebsfrequenz kann der Strahlungswiderstand bei wenigenen hundert Milliohm liegen und kann bei tieferen Frequenzen auf wenige Milliohm abfallen. Es werden Rohre, Quadrat- und Flachprofile sowie die Außenleiter von Koaxialkabeln verwendet.  Zur Antennenankopplung werden kleine Leiterschleifen verwendet (induktive Kopplung) oder das Rohr besitzt eine „Anzapfung“, von der aus ein Leiter zur Speisung führt. Diese wird oft als Gamma-Match bezeichnet, hat jedoch eine andere Wirkungsweise als diese an Dipolen so bezeichneten Anpasskonstruktionen.
Balanced Transmit Loops werden vorzugsweise im Frequenzbereich unter 30 MHz benutzt, weil ihre wesentlich kleineren Abmessungen im Vergleich zu einem Dipol sie trotz des begrenzten Wirkungsgrades attraktiv erscheinen lassen. Empfangsseitig spielt der Wirkungsgrad in diesem Frequenzbereich sowieso keine große Rolle, weil die Rauschtemperatur der Atmosphäre zu Ausgangsspannungen führt, die weit über dem Empfängerrauschen liegen. Bei Frequenzen ab dem UHF-Frequenzbereich werden die Abmessungen zunehmend kleiner und sind daher nicht mehr so einfach zu bauen.
Die besten Ergebnisse liefert ein möglichst kurzer Leiter, der eine möglichst große Fläche einschließt. Deshalb sollte die Schleife möglichst kreisförmig sein. Aus konstruktiven Gründen werden aber auch Rechteck- und Quadratform sowie Fünf-, Sechs- und andere Vielecke benutzt.

## Wirkungsweise und Eigenschaften
Magnetische Antennentypen eignen besser zum Empfang in Räumen, da magnetische Felder in der Regel bedeutend weniger gestört werden, als die elektrischen. Das gilt sowohl für die Abstrahlung aus Stromversorgungskabeln, als auch für die Dämpfung durch Baumaterialien in Gebäudewänden, aber auch beim Empfang von von oberirdischen Sendern unter der Erde (z. B. in Tunneln oder Höhlen) Erde oder unter der Meeresspiegel zu Empfängern über dem Meeresspiegel, was mit elektrischen Antennen nicht möglich wäre.
Je nach Antennentyp, können Magnetantennen ein omnidirektionales Antennendiagramm (z. B. Ringschlitzantenne), ein bidirektionales Antenndiagramm ähnlich einer liegenden Acht (z. B. Rahmenantenne oder Magnetic Loop Antenne) oder gerichtetes Antennendiagramm (z. B. Slotted Waveguide) besitzen.
Das Antennendiagramm einer Vollwellen-Schleifenantenne hat ihr Maximum im Rechten Winkel (90°) zur eingeschlossenen Fläche. Bei Antennen deren Umfang wesentlich kleiner als eine Wellenlänge sind bilden sich Maxima in Richtung der eingeschlossenen Ebene aus (s. Abbildung der Antennendiagramme).

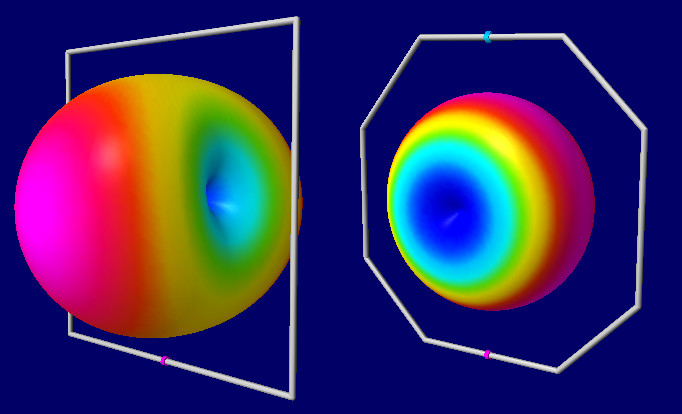
Antennendiagramme von Rahmenantennen: links: Vollwellen-Schleifenantenne (Umfang eine Wellenlänge), rechts:kleine Rahmenantenne (Umfang kleiner als eine halbe Wellenlänge)

Bei Ferrit-Antenne ist die Empfangsrichtung quer zum Ferritstab bzw. zur Spulenachse. Wird die Antenne gedreht, löscht sich das Empfangssignal genau dann aus, wenn die Spulenachse in Richtung des Senders weist. Das macht man sich bei Peilempfängern zunutze.
Schlitzantennen mit omnidirektionalar Antennencharakteristik, z. B. Ringschlitzantenne, werden in Luftfahrzeugen eingesetzt, z. B. für Senden und Empfang von aeronautische Systeme im L-Band, wie z. B. DME, TACAN, IFF, oder auf SSR aufbauenden Systemen. sowie für den Flugfunk auf Kurzwelle für den die Schlitzantenne im Leitwerk des Luftfahrzeuges untergebracht sein kann.
Kreisförmige Magnetantennen mit Richtwirkung bieten einen kompakten Aufbau, und eine große Empfangsbandbreite, z. B. Balanced Shielded Loop Antenne und Balanced Transmit Loop Antenne. Beim Sendebetrieb besitzen Balanced Transmit Loop Antenne, sofern der Umfang für die höchste Betriebsfrequenz bemessen wurde, annäherend den Gewinn einer Monopol-Antenne. Der Wirkungsgrad und damit der Gewinn sinkt, je kleiner der geometrische Umfang der Antenne im Vergleich zur Wellenlänge ist, da der umschlossene Querschnitt des umschlossenen Feldes sinkt.
Da Balanced Transmit Loop Antennen für die Nutzung auf der Betriebsfrequenz mit einem abstimmbaren Kondensator auf Resonanz abgestimmt werden müssen, stellen sie für die Betriebsfrequenz einen bedämpften Parallel-Schwingkreis mit hoher Güte dar, welche eine kleine Bandbreite besitzt und dadurch und daher wie ein selektiver Vorfilter (engl. Pre-Selektor) die Trennschärfe des Empfängers verbessert. Dadurch verbessert sich wiederum das Signal-Rausch-Verhältnis, und alle Signale außerhalb der Bandbreite des Antennenschwingkreises werden stark unterdrückt. Wegen der primär wirksamen magnetischen Feldkomponente ist eine Magnetantenne weniger empfindlich gegenüber Störungen durch elektrische Felder.
Die Richtwirkung kann zur Funkortung oder zur Ausblendung störender Signale genutzt werden. Dazu muss die Antenne korrekt auf den empfangenen Sender ausgerichtet werden.
Selektive Magnetantennen sind an die Kabel- bzw. Empfängerimpedanz anpassbar (s. Impedanzanpassung). Dazu kann ein Transformator (Balun) benutzt werden, oder die Spule bzw. der Schwingkreis wird so dimensioniert, dass sich Anpassung ergibt.
Breitbandige Magnetantennen sind niederohmig abgeschlossen, um einen möglichst ebenen Frequenzgang zu erhalten. Um Kabelanpassung zu vermeiden, werden teilweise Verstärker unmittelbar an der Antenne angebracht.

## Nutzung von Magnetischen Antennen
Luftspulen-Rahmenantennen wurden vor der Verfügbarkeit von Ferriten bei Rundfunkempfängern im Lang- und Mittelwellenbereich verwendet.
Ferritantennen erlauben aufgrund der kompakten Bauweise den Empfang von Lang- und Mittelwelle-Rundfunksendern auch in sehr kleinen Radioempfängern, z. B. Transistorradios, oder für die Zeitsynchronisierung in Funkuhren werden zum Empfang von Zeitzeichensender, in Deutschland DCF77 auf 77 kHz, verwendet.
Röhrenradios hatten oft ergänzend zu einer anzuschließenden Langdrahtantenne eine eingebaute, teilweise mittels Handrad drehbare Ferritantenne. Kofferradios sind typische Beispiele, bei denen der Empfang von Lang- und Mittelwelle auf kleinstem Raum mit einer Ferritantenne erfolgt.
Balanced Shielded Loop Antennen werden i.d. Regel drehbar montiert und wurden früher zum Peilen (Radio Direction Finder, RDF) von Lang-, Mittelwelle- und Kurzwellenbereich auf Schiffen, in Luftfahrzeugen und Kraftfahrzeugen verwendet, z. B. Telefunken Nahfeldpeiler P-701 (Anmerkung: Nach heutiger Definition wird nicht das Nahfeld, sondern Fernfeld der Sender gepeilt). Aufgrund der großen Bandbreite, des einfachen und kostengünstigen Aufbaus werden sie heute wieder zunehmend als Empfangsantenne bei Radio-Empfangsamateuren (en. Short Wave Listeners, SWL) eingesetzt.
Balanced Transmit Loop Antennen werden im Amateurfunk primär auf Amateurfunkbändern im Kurzwellenbereich aufgrund der kleinen Baugröße großen nutzbaren Bandbreite von einer Oktave und der Richtwirkung verwendet.
H-Feld-Sonden erden bei Messungen zur elektromagnetischen Verträglichkeit eingesetzt.
Magnetantennen werden auch in der Speläologie zur Kommunikation und für die Übertragung von Sensordaten eingesetzt, wie z. B. beim System Cave-Link.